# Balena amb bec dents de ginkgo
La balena amb bec dents de ginkgo o zífid de dents de ginkgo (Mesoplodon ginkgodens) és una espècie de cetaci. És poc conegut fins i tot per ser un zífid i deu el nom a la forma inusual de les seves dues dents (de ginkgo). Té un aspecte físic bastant típic, però és notable perquè els mascles manquen de cicatrius.